# Zuidwalvulkaan
De Zuidwalvulkaan (Fries: Súdwâlfulkaan) is een dode vulkaan in Nederland die zich ruim 2 km onder het aardoppervlak bevindt, onder de Waddenzee tussen Harlingen en Vlieland, meer precies iets ten zuidwesten van het eiland Griend. De vulkaan is niet meer actief sinds de late Jura (ca. 160-145 miljoen jaar geleden) en is sindsdien bedekt onder meer dan 2000 meter sedimentair gesteente, voornamelijk schalie en zandsteen uit het Krijt.

## Ontdekking
De vulkaan werd ontdekt in 1970 toen de Franse oliemaatschappij Elf Petroland een boring deed in de Waddenzee, met als doel een mogelijk gasveld dat zich daar volgens seismisch onderzoek bevond. De maatschappij stuitte tot haar verbazing onder het reservoirgesteente op gesteente in het boorgat dat van vulkanische oorsprong was. Het bleek een vulkaan te zijn die gevormd was tijdens de fase van rek in het toenmalige Europese continent van ongeveer 160 miljoen jaar (Ma) geleden, samenhangend met de opening van de Atlantische Oceaan. Het Zuidwalgasveld, dat zich direct boven de vulkaan bevindt, was tussen 1988 en 2021 in productie en produceerde ongeveer zeseneenhalf miljoen kubieke meter aardgas per dag. Naast de gesteentefragmenten (boorgruis genoemd), was er nog een andere indicatie voor de aanwezigheid van een vulkaan in de vorm van een warmtebron; de gemiddelde temperatuur op een diepte van 2 kilometer is normaal gesproken ruim 70 graden Celsius, maar in dit geval bleek dit bijna 135 graden.

## Zuidwal
De vulkaan had een hoogte van ongeveer 1 km en was gedurende zo'n 12 miljoen jaar actief. De erupties van de vulkaan waren hevig en kortstondig met veel explosies. De Kimmerische fase, zoals de periode van rek die destijds plaatsvond genoemd wordt, zorgde ervoor dat de aardkorst verdunde en breuken gereactiveerd werden waarlangs magma een weg omhoog kon vinden. In dezelfde periode is ook de vulkaan Mulciber ontstaan en uitgedoofd. Bij de Alpiene orogenese ontstond opnieuw rek voor het naderende Alpen gebergte uit, waarbij vulkanisme actief werd tijdens het Eoceen in de Eifel. 
De vulkaan in de ondergrond is bedekt door zandsteenlagen uit het vroeg-Krijt, die een reservoirgesteente vormen voor gas. Het afsluitingsgesteente is een dik pakket kleisteen dat is afgezet tijdens de transgressieve fase na de vorming van de Zuidwalvulkaan, in het vroeg-Krijt.

## Afwijkend aardmagnetisch veld
De Zuidwalvulkaan veroorzaakt een grote afwijking van het aardmagnetisch veld. Dit wordt veroorzaakt doordat in het vulkanisch gesteente in de ondergrond dat door de vulkaan is uitgespuwd mineralen voorkomen als magnetiet, waardoor het aardmagnetische veld daar afwijkt.